# Андреа Христов
Андреа Росенов Хри́стов (болг. Андреа Росенов Христов, нар. 1 березня 1999, Софія) — болгарський футболіст, захисник італійського клубу «Козенца» та національної збірної Болгарії. На батьківщині також грав за клуб «Славія» (Софія). Володар Кубка Болгарії.

## Клубна кар'єра
Андреа Христов народився 1999 року в місті Софія. Розпочав займатися футболом у юнацькій команді футбольного клубу «Левскі», пізніше перейшов до школи клубу «Славія» (Софія). У дорослому футболі дебютував 2016 року виступами в головній команді клубу «Славія», в якій у 2018 році став володарем Кубка Болгарії. У 2019 році клуб віддав Христова в оренду до італійського клубу «Козенца», проте за короткий час повернувся з оренди до «Славії», де грав до 2022 року.
У 2022 році Андреа Христов уже на умовах постійного контракту став гравцем клубу «Козенца», проте за короткий час керівництво клубу віддало болгарського футболіста в оренду до іншого італійського клубу «Реджяна», а в 2023 році в оренду до клубу «Потенца». У 2024 році Христов повернувся з оренди, та далі грав за основну команду «Козенци».

## Виступи за збірні
У 2016 році Андреа Христов дебютував у складі юнацької збірної Болгарії, загалом на юнацькому рівні взяв участь у 14 іграх.
Протягом 2018—2020 років Христов залучався до складу молодіжної збірної Болгарії. На молодіжному рівні зіграв у 10 офіційних матчах.
У 2021 році Андреа Христов дебютував у складі національної збірної Болгарії. Станом на вересень 2024 року зіграв у складі національної збірної 14 матчів, у яких відзначився 1 забитим м'ячем.

## Титули і досягнення
- Володар Кубка Болгарії (1):

«Славія» (Софія): 2017–2018